# ويلي ريد
ويلي ريد (بالإنجليزية: Willie Reed)‏ مواليد 16 مايو 1990 في كانساس سيتي، هو لاعب كرة سلة أمريكي. بدأ مسيرته الاحترافية في سنة 2011. يلعب مع ميامي هيت في الرابطة الوطنية لكرة السلة كلاعب وسط. يحمل الرقم 35. يبلغ طوله 6 قدم 11 بوصة (2.1 م). لعب كرة السلة الجامعية في جامعة سانت لويس.

## المسيرة الاحترافية
لعب مع آيوا إنرجي في سنة 2015، ثم لعب مع بروكلين نتس في موسم 2015–2016، ثم لعب مع ميامي هيت في سنة 2016.

## إحصائيات المسيرة

### الموسم الاعتيادي
| السنة   | الفريق      | لعب | بدأ | دقيقة | ميداني% | ثلاثية | حرة  | ارتداد | صنع | استلاب | تصدي | نقطة |
| ------- | ----------- | --- | --- | ----- | ------- | ------ | ---- | ------ | --- | ------ | ---- | ---- |
| 2015–16 | بروكلين نتس | 39  | 2   | 10.9  | .571    | .000   | .545 | 3.1    | .3  | .2     | .8   | 4.7  |
| 2016–17 | ميامي هيت   | 71  | 5   | 14.5  | .568    | .200   | .557 | 4.7    | .4  | .3     | .7   | 5.3  |
| المسيرة | المسيرة     | 110 | 7   | 13.2  | .569    | .200   | .552 | 4.1    | .3  | .2     | .7   | 5.1  |

## روابط خارجية
- ويلي ريد على موقع الدوري الأوروبي لكرة السلة (الإنجليزية)
- ويلي ريد على موقع إن بي أي (الإنجليزية)
- ويلي ريد على موقع سبورتس رفرنس (الإنجليزية)
- ويلي ريد على موقع كرة السلة الأوروبية.كوم (الإنجليزية)
- ويلي ريد على موقع إي إس بي إن.كوم (الإنجليزية)
- ويلي ريد على موقع كلية كرة السلة في سبورتس رفرنس.كوم (الإنجليزية)
- ويلي ريد على موقع ريلجم (الإنجليزية)
- ويلي ريد على موقع بروبوليرز (الإنجليزية)
- ويلي ريد على موقع سبورتس رفرنس (الإنجليزية)
- ويلي ريد على موقع سبورتس رفرنس (الإنجليزية)